# 馬韶
马韶（?—?），宋代赵州平棘（今河北赵县）人。
早年學习天文三式。开宝年間，宋太宗擔任开封尹，严禁私习天文。马韶與程德玄友善，程德玄勸他別出門。开宝九年十月十九日晚上，马韶造訪德玄，德玄恐甚，責問他前來何事，马韶曰：“明日乃晋王利见之辰也。”。太宗於十月二十一日即位後，下命马韶擔任司天监主簿。太平天国二年（977年）擢拔為太仆寺丞，再由太子中元秘书丞出京擔任平恩縣令。淳化五年（994年），又曾擔任博兴县令，移长山县令。

## 延伸阅读
[在维基数据编辑]
 《宋史/卷461》，出自脱脱《宋史》